# カルロス・ギーエン
カルロス・アルフォンソ・ギーエン（Carlos Alfonso Guillén, 1975年9月30日 - ）は、ベネズエラ・ボリバル共和国アラグア州出身の元プロ野球選手（内野手）。右投両打。

## 経歴

### プロ入りとアストロズ傘下時代
1992年ドラフト外でヒューストン・アストロズへ入団。

### マリナーズ時代
1998年7月31日にランディ・ジョンソンとのフラッグシップ・ディールでフレディ・ガルシア、ジョン・ハラマと共にシアトル・マリナーズへ移籍した。
9月6日のオリオールズ戦でメジャーデビューを果たした。　
2001年にテキサス・レンジャーズへ移籍したアレックス・ロドリゲスの後釜に抜擢、遊撃手としてレギュラー定着を果たすが、十分な活躍には至らなかった。

### タイガース時代
2004年1月8日にラモン・サンティアゴらとのトレードでデトロイト・タイガースに移籍すると、1年目に才能が開花。3割打者となり本塁打も20本と倍増した。オールスターゲームにも選出され、リーグ屈指の遊撃手に成長。しかし、9月11日のツインズ戦で古傷のヒザを痛め、1999年4月以来となる2度目の手術を受けることとなり、シーズンを終えた。一方のマリナーズは、皮肉にもその後しばらくショートのレギュラーが一定しなかった。
2005年は6月に脹脛痛で、8月に古傷の右ヒザ痛で計2度の故障者リスト（DL）入りを余儀なくされてしまう。故障の影響で出場試合数は87にとどまったものの、打率.320を記録した。
2006年開幕前の3月に第1回WBCのベネズエラ代表に選出された。
シーズンでは3年連続での打率3割を達成し、8月1日のデビルレイズ戦でサイクル安打を達成している。チームの地区優勝に大いに貢献した。この年は一塁手も8試合務めた。
デーブ・ドンブロウスキーGMは若手に好影響を与え、チームをまとめてきた功績を高く評価し、ギーエンもタイガースの環境に満足しており、契約最終年となる2007年シーズン開幕直前に延長に合意。移籍以降の活躍を反映し、現行の3年1400万ドルを大幅に上回る、翌年以降の4年総額4800万ドルという大型契約となった。同シーズンは打率こそ3割を若干下回ったが、打点と本塁打で自己最高を更新するなど引続き主力として活躍した。
一塁手のショーン・ケーシーは好打者であるが長打力に乏しく、オフの補強ポイントとなっていた。また遊撃の守備力アップも考えていたため、守備の衰えが目立つギーエンを一塁に回し、巧手の遊撃手を獲得することをタイガースは考えた。はじめはコンバートに難色を示したギーエンであったがジム・リーランド監督との会談の結果承諾した。オフにはエドガー・レンテリアがアトランタ・ブレーブスから加入し、2008年開幕当初は一塁手として出場した。1999年には二塁手、2000年には三塁手、2001年には遊撃手として開幕戦に先発出場しており、2008年の開幕戦を一塁手でむかえたことで内野の全ポジションでの開幕戦先発出場となり、1958年以降初の記録となった。
4月22日、監督のジム・リーランドはミゲル・カブレラとのコンバートを発表。これによりギーエンは三塁手としてプレーすることとなった。しかし、8月末に腰痛がひどくなって故障者リスト入りした事もあり、ホームラン・打点ともに前年の半分程度の数字にとどまった。
2009年開幕前の3月に第2回WBCのベネズエラ代表に選出され、2大会連続2度目の選出となった。
シーズンでは、更に出場試合数が減少。81試合にしか出場出来なかったが、4年連続の2ケタ本塁打となる11本塁打を放った。一方で打率はメジャー2年目の1999年に記録した.158に次ぐ自己ワースト2位の低い数値に終わった。
2010年は、更なる出場機会の減少が発生し、最終的には68試合にしか出場しなかった。打率は.273と、2009年よりも上がったが、本塁打6と打点34はいずれも、タイガース移籍後では下から2番目の数字である。
2011年は更に出番が減り、自己最低の成績に終わった。オフにFAとなった。
2012年2月1日に古巣シアトル・マリナーズとのマイナー契約に合意した。しかし、3月5日に現役引退を表明した。

## 選手としての特徴
規定打席に届いているかいないかは考えずに、ギーエンの成績を見ると、1999年に打率.158を記録してから、2006年に.320を記録するまで7年連続で、シーズン打率が単調上昇した（なお2005年は.32035、2006年は.32044）。これは、1900年代以降のメジャーリーガーでは、このギーエン1人だけである。

## 詳細情報

### 年度別打撃成績
| 年 度     | 球 団     | 試 合 | 打 席 | 打 数 | 得 点 | 安 打 | 二 塁 打 | 三 塁 打 | 本 塁 打 | 塁 打 | 打 点 | 盗 塁 | 盗 塁 死 | 犠 打 | 犠 飛 | 四 球 | 敬 遠 | 死 球 | 三 振 | 併 殺 打 | 打 率 | 出 塁 率 | 長 打 率 | O P S |
| --------- | --------- | ----- | ----- | ----- | ----- | ----- | -------- | -------- | -------- | ----- | ----- | ----- | -------- | ----- | ----- | ----- | ----- | ----- | ----- | -------- | ----- | -------- | -------- | ----- |
| 1998      | SEA       | 10    | 42    | 39    | 9     | 13    | 1        | 1        | 0        | 5     | 16    | 2     | 0        | 0     | 0     | 3     | 0     | 0     | 9     | 0        | .333  | .381     | .410     | .791  |
| 1999      | SEA       | 5     | 21    | 19    | 2     | 3     | 0        | 0        | 1        | 6     | 3     | 0     | 0        | 1     | 0     | 1     | 0     | 0     | 6     | 1        | .158  | .200     | .316     | .516  |
| 2000      | SEA       | 90    | 328   | 288   | 45    | 74    | 15       | 2        | 7        | 114   | 42    | 1     | 3        | 7     | 3     | 28    | 0     | 2     | 53    | 6        | .257  | .324     | .396     | .720  |
| 2001      | SEA       | 140   | 523   | 456   | 72    | 118   | 21       | 4        | 5        | 162   | 53    | 4     | 1        | 7     | 6     | 53    | 0     | 1     | 89    | 9        | .259  | .333     | .355     | .688  |
| 2002      | SEA       | 134   | 528   | 475   | 73    | 124   | 24       | 6        | 9        | 187   | 56    | 4     | 5        | 3     | 3     | 46    | 4     | 1     | 91    | 8        | .261  | .326     | .394     | .720  |
| 2003      | SEA       | 109   | 451   | 388   | 63    | 107   | 19       | 3        | 7        | 153   | 52    | 4     | 4        | 5     | 5     | 52    | 2     | 1     | 64    | 12       | .276  | .359     | .394     | .753  |
| 2004      | DET       | 136   | 583   | 522   | 97    | 166   | 37       | 10       | 20       | 283   | 97    | 12    | 5        | 3     | 4     | 52    | 3     | 2     | 87    | 12       | .318  | .379     | .542     | .921  |
| 2005      | DET       | 87    | 361   | 334   | 48    | 107   | 15       | 4        | 5        | 145   | 23    | 2     | 3        | 0     | 1     | 24    | 3     | 2     | 45    | 9        | .320  | .368     | .434     | .802  |
| 2006      | DET       | 153   | 622   | 543   | 100   | 174   | 41       | 5        | 19       | 282   | 85    | 20    | 9        | 0     | 4     | 71    | 10    | 4     | 87    | 16       | .320  | .400     | .519     | .919  |
| 2007      | DET       | 151   | 630   | 564   | 86    | 167   | 35       | 9        | 21       | 283   | 102   | 13    | 8        | 0     | 8     | 55    | 10    | 3     | 93    | 14       | .296  | .357     | .502     | .859  |
| 2008      | DET       | 113   | 489   | 420   | 68    | 120   | 29       | 2        | 10       | 183   | 54    | 9     | 3        | 2     | 4     | 60    | 3     | 3     | 67    | 11       | .286  | .376     | .436     | .812  |
| 2009      | DET       | 81    | 322   | 277   | 36    | 67    | 10       | 3        | 11       | 116   | 41    | 1     | 3        | 0     | 3     | 39    | 2     | 3     | 56    | 7        | .242  | .339     | .419     | .757  |
| 2010      | DET       | 68    | 275   | 253   | 26    | 69    | 17       | 1        | 6        | 106   | 34    | 1     | 2        | 0     | 1     | 21    | 2     | 0     | 41    | 10       | .273  | .327     | .419     | .746  |
| 2011      | DET       | 28    | 102   | 95    | 8     | 22    | 2        | 1        | 3        | 35    | 13    | 1     | 1        | 0     | 2     | 5     | 0     | 0     | 16    | 4        | .232  | .265     | .368     | .633  |
| MLB：14年 | MLB：14年 | 1305  | 5277  | 4673  | 733   | 1331  | 266      | 51       | 124      | 2071  | 660   | 74    | 47       | 28    | 44    | 510   | 39    | 22    | 804   | 119      | .285  | .355     | .443     | .798  |

### 代表歴
- 2006 ワールド・ベースボール・クラシック・ベネズエラ代表
- 2009 ワールド・ベースボール・クラシック・ベネズエラ代表